# ボルボ・740
ボルボ・740は1984年から1992年にかけて、ボルボが製造していた4ドアセダン、及びエステートと呼ばれるステーションワゴンである。先に登場していた6気筒エンジン搭載モデルの760の装備などを簡略化した廉価版で、実質的に240の後継車という位置づけであった。

## 概要
1984年にデビューし、日本やアメリカ市場には1985年から導入された。当時のライバルはアウディ100C3だった。740の「4」は4気筒エンジンを意味し、ボディーはトップモデルで6気筒エンジンを搭載した760と共通のものの、エンジンをベーシックな直列4気筒に絞り、各種装備の簡略化やクロームパーツなどが省かれた。
この700シリーズから燃料タンクがリヤアクスルより前方（車体中央寄り、後部座席の下）に配置され、被追突時のタンク破損に起因する車両火災のリスクを低減している。また、サブマリン現象対策として前席シートベルトのアンカーが、通常のボディーサイドシル部ではなくシート本体から取る方式に改められている。
登場から10年を経ていた240の後を受け継ぐモデルとされたが、より安価なモデルを求める層の要求に応えるべく、240も下位グレードのみに縮小しつつ併売された。

### モデルの変遷
外装は760とほとんど共通の意匠だったが、タイヤサイズが異なるほか、アルミホイールのデザインを別のものにしていた。1989年に実施されたマイナーチェンジでヘッドランプやフロントグリルのデザインが変更され、さらにセダンのテールランプは、780と共通性を感じさせるタイプに変更され専用意匠となった。ターボ・モデルは、940と共通の横長のヘッドランプが与えられた。
1991年にはビッグマイナーチェンジ版の940や、240の後継モデルとなる850も登場しており、740のラインアップは徐々に縮小され、1992年を以って940に完全移行した格好となった。

### エンジン
エンジンは仕向地により、直列4気筒のガソリンとディーゼルが搭載されたが、日本に正規導入されたのは、2.3リットルのガソリンのみで、NAとターボがラインナップされた。

### 安全性と性能面を強調した広告
740または760のテレビコマーシャルは、安全性を押し出したものが多く、建物から740を落下させたり、衝突実験時の映像を使用したり、軽快な音楽をかけながら3台で豪雪地帯をドリフト走行したりと様々であった。また、それらのコマーシャルを日本で放送する際、「740シリーズ全車種に、ABS付きブレーキを標準装備。」や「ボルボは、あなたを守ります。」などとテロップを出したり、ナレーションでは「ボルボは乗るひとを守るため、毎週2台ずつ新車を壊し続けます。」と言ったりと、安全性をより強調していた。

## グレード
- 740
- 740GLE
- 740GLE 16バルブ
- 740GLT 16バルブ
- 740ターボ・16バルブ（2.0L、イタリア専用）
- 740ターボ・インタークーラー
- 740ターボ・ディーゼル
- 740Polar（スウェーデン専用）
- 740GL
- 740GLディーゼル
- 740GLEターボ・ディーゼル
- 740GL/E
- 740GL/T
- 740SE